# Kaliszanka
Fabryka Pieczywa Cukierniczego „Kaliszanka” w Kaliszu – byłe przedsiębiorstwo przemysłu spożywczego z siedzibą w Kaliszu, założone w 1892 r., znacjonalizowane w 1948, sprywatyzowane w 1992, od 2005 w grupie kapitałowej Jutrzenka (obecnie Colian Holding); jeden z największych producentów wafli w czekoladzie w Polsce, produkowała m.in. wafle Grześki i herbatniki BeBe.

## Historia
Historia Kaliszanki sięga 1892 r., kiedy to Kazimierz Mystkowski założył w Kaliszu Parową Fabrykę Pierników i Biszkoptów. Jej wyroby po krótkim czasie zyskały uznanie w całej Polsce ze względu na ich wysoką jakość.
Po II wojnie światowej fabryka zmieniła nazwę na Fabrykę Pieczywa Cukierniczego „Kaliszanka”.